# 林雪坪城堡

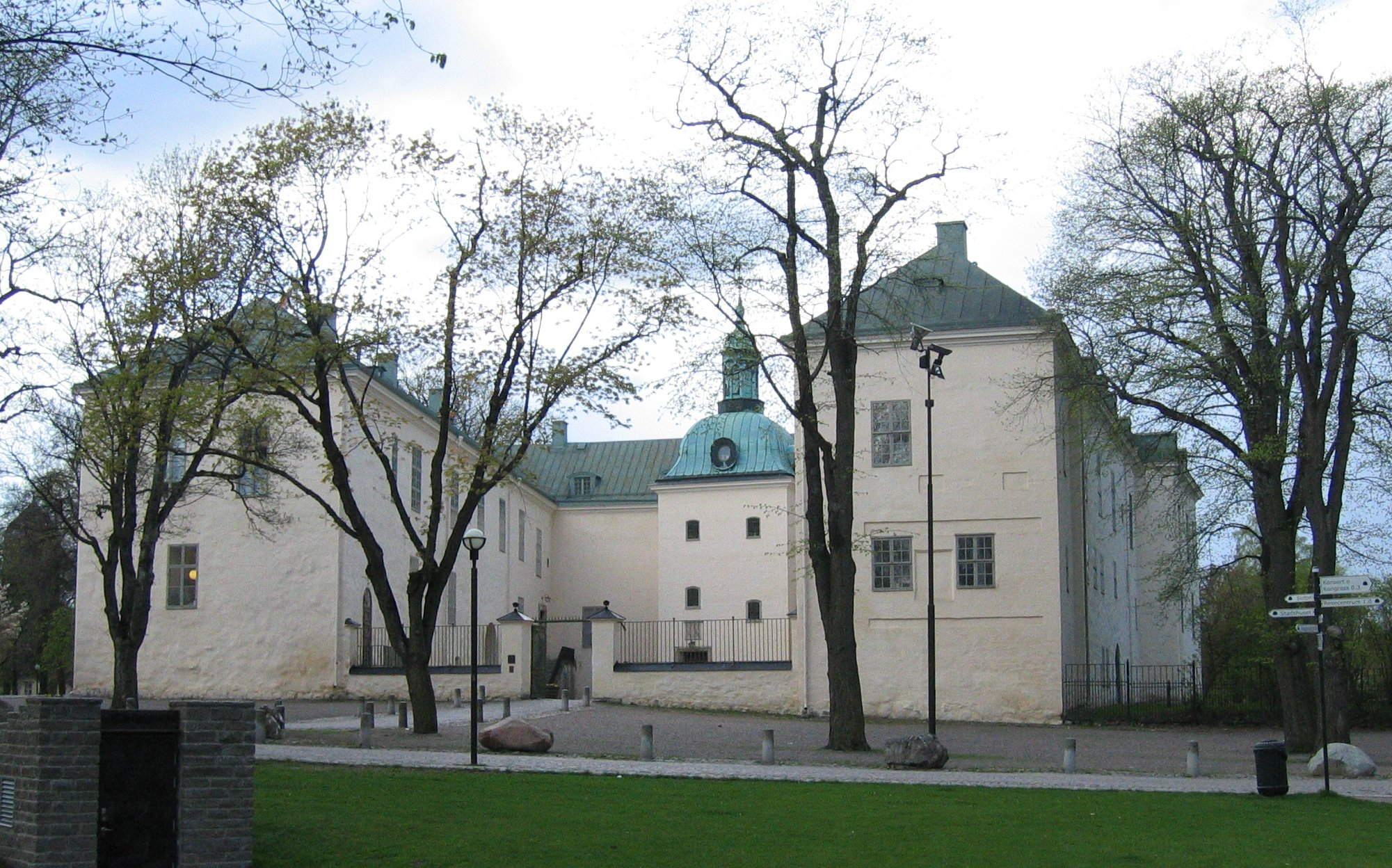
林雪坪城堡

林雪坪城堡（Linköping Castle）是位於瑞典東約特蘭省城市林雪坪的一座城堡。林雪坪城堡對面的建築是林雪坪大教堂。自1785年開始，林雪坪城堡是東約特蘭省政府的辦公地點。
58°24′38″N 15°36′57″E / 58.41056°N 15.61583°E